# Алгоритм Дейкстры
Алгори́тм Де́йкстры (англ. Dijkstra’s algorithm) — алгоритм на графах, изобретённый нидерландским учёным Эдсгером Дейкстрой в 1959 году. Находит кратчайшие пути от одной из вершин графа до всех остальных. Алгоритм работает только для графов без рёбер отрицательного веса. Алгоритм широко применяется в программировании, например, его используют протоколы маршрутизации OSPF и IS-IS.

## Формулировка задачи

### Примеры
Вариант 1. Дана сеть автомобильных дорог, соединяющих города Московской области. Некоторые дороги односторонние. Найти кратчайшие пути от города А до каждого города области (если двигаться можно только по дорогам).
Вариант 2. Имеется некоторое количество авиарейсов между городами мира, для каждого известна стоимость. Стоимость перелёта из A в B может быть не равна стоимости перелёта из B в A. Найти маршрут минимальной стоимости (возможно, с пересадками) от Копенгагена до Барнаула.

### Формальное определение
Дан взвешенный ориентированный граф {\displaystyle G(V,E)} без дуг отрицательного веса. Найти кратчайшие пути от некоторой вершины {\displaystyle a} графа {\displaystyle G} до всех остальных вершин этого графа.

## Неформальное объяснение
Каждой вершине из множества вершин V сопоставим метку — минимальное известное расстояние от этой вершины до стартовой вершины a.
Алгоритм работает пошагово — на каждом шаге он «посещает» одну вершину и пытается уменьшать метки.
Работа алгоритма завершается, когда все вершины посещены.
Инициализация.
Метка самой вершины a полагается равной 0, метки остальных вершин — бесконечности.
Это отражает то, что расстояния от a до других вершин пока неизвестны.
Все вершины графа помечаются как непосещённые.
Шаг алгоритма.
Если все вершины посещены, алгоритм завершается.
В противном случае, из ещё не посещённых вершин выбирается вершина u, имеющая минимальную метку.
Мы рассматриваем все возможные маршруты, в которых u является предпоследним пунктом. Вершины, в которые ведут рёбра из u, назовём соседями этой вершины. Для каждого соседа вершины u, кроме отмеченных как посещённые, рассмотрим новую длину пути, равную сумме значений текущей метки u и длины ребра, соединяющего u с этим соседом.
Если полученное значение длины меньше значения метки соседа, заменим значение метки полученным значением длины. Рассмотрев всех соседей, пометим вершину u как посещённую и повторим шаг алгоритма.

### Пример
Рассмотрим выполнение алгоритма на примере графа, показанного на рисунке.
Пусть требуется найти кратчайшие расстояния от 1-й вершины до всех остальных.
Кружками обозначены вершины, линиями — пути между ними (рёбра графа).
В кружках обозначены номера вершин, над рёбрами обозначен их вес — длина пути.
Рядом с каждой вершиной красным обозначена метка — длина кратчайшего пути в эту вершину из вершины 1.
Первый шаг.
Минимальную метку имеет вершина 1. Её соседями являются вершины 2, 3 и 6.
Первый по очереди сосед вершины 1 — вершина 2, потому что длина пути до неё минимальна.
Длина пути в неё через вершину 1 равна сумме значения метки вершины 1 и длины ребра, идущего из 1-й в 2-ю, то есть 0 + 7 = 7.
Это меньше текущей метки вершины 2, бесконечности, поэтому новая метка 2-й вершины равна 7.
Аналогичную операцию проделываем с двумя другими соседями 1-й вершины — 3-й и 6-й.
Все соседи вершины 1 проверены.
Текущее минимальное расстояние до вершины 1 считается окончательным и пересмотру не подлежит.
Вычеркнем её из графа, чтобы отметить, что эта вершина посещена.
Второй шаг.
Снова находим «ближайшую» из непосещённых вершин. Это вершина 2 с меткой 7.
Снова пытаемся уменьшить метки соседей выбранной вершины, пытаясь пройти в них через 2-ю вершину. Соседями вершины 2 являются вершины 1, 3 и 4.
Первый (по порядку) сосед вершины 2 — вершина 1. Но она уже посещена, поэтому с 1-й вершиной ничего не делаем.
Следующий сосед — вершина 3, так как имеет минимальную метку.
Если идти в неё через 2, то длина такого пути будет равна 17 (7 + 10 = 17). Но текущая метка третьей вершины равна 9, а это меньше 17, поэтому метка не меняется.
Ещё один сосед вершины 2 — вершина 4.
Если идти в неё через 2-ю, то длина такого пути будет равна сумме кратчайшего расстояния до 2-й вершины и расстояния между вершинами 2 и 4, то есть 22 (7 + 15 = 22).
Поскольку 22<{\displaystyle \infty }, устанавливаем метку вершины 4 равной 22.
Все соседи вершины 2 просмотрены, замораживаем расстояние до неё и помечаем её как посещённую.
Третий шаг.
Повторяем шаг алгоритма, выбрав вершину 3. После её «обработки» получим такие результаты:
Дальнейшие шаги.
Повторяем шаг алгоритма для оставшихся вершин. Это будут вершины 6, 4 и 5, соответственно порядку.
Завершение выполнения алгоритма.
Алгоритм заканчивает работу, когда все вершины посещены.
Результат работы алгоритма виден на последнем рисунке: кратчайший путь от вершины 1 до 2-й составляет 7, до 3-й — 9, до 4-й — 20, до 5-й — 20, до 6-й — 11.
Если в какой-то момент все непосещённые вершины помечены бесконечностью, то это значит, что до этих вершин нельзя добраться (то есть граф несвязный). Тогда алгоритм может быть завершён досрочно.

## Алгоритм

### Обозначения
- {\displaystyle V} — множество вершин графа
- {\displaystyle E} — множество рёбер графа
- {\displaystyle w[ij]} — вес (длина) ребра {\displaystyle ij}
- {\displaystyle a} — вершина, расстояния от которой ищутся
- {\displaystyle U} — множество посещённых вершин
- {\displaystyle d[u]} — по окончании работы алгоритма равно длине кратчайшего пути из {\displaystyle a} до вершины {\displaystyle u}
- {\displaystyle p[u]} — по окончании работы алгоритма содержит кратчайший путь из {\displaystyle a} в {\displaystyle u}
- {\displaystyle v} — текущая вершина, рассматриваемая алгоритмом

### Код реализации алгоритма
Ниже приведён код реализации алгоритма на языке программирования Java. Данный вариант реализации не является лучшим, но наглядно показывает возможную реализацию алгоритма:
```
class
 
Dijkstra
 
{

	
double
[]
 
dist
 
=
 
new
 
double
[
GV
()
]
;

	
Edge
[]
 
pred
 
=
 
new
 
Edge
[
GV
()
]
;

	
public
 
Dijkstra
(
WeightedDigraph
 
G
,
 
int
 
s
)
 
{

		
boolean
[]
 
marked
 
=
 
new
 
boolean
[
GV
()
]
;

		
for
 
(
int
 
v
 
=
 
0
;
 
v
 
<
GV
();
 
v
++
)

			
dist
[
v
]
 
=
 
Double
.
POSITIVE_INFINITY
;

		
MinPQplus
<
Double
,
 
Integer
>
 
pq
;

		
pq
 
=
 
new
 
MinPQplus
<
Double
,
 
Integer
>
();
 
\\
Priority
 
Queue

		
dist
[
s
]
 
=
 
0.0
;

		
pq
.
put
(
dist
[
s
]
,
 
s
);

		
while
 
(
!
pq
.
isEmpty
())
 
{

			
int
 
v
 
=
 
pq
.
delMin
();

				
if
 
(
marked
[
v
]
)
 
continue
;

			
marked
(
v
)
 
=
 
true
;

			
for
 
(
Edge
 
e
  
(
v
))
 
{

				
int
 
w
 
=
 
e
.
to
();

				
if
 
(
dist
[
w
]>
 
dist
[
v
]
 
+
 
e
.
weight
())
 
{

					
dist
[
w
]
 
=
 
dist
[
v
]
 
+
 
e
.
weight
();

					
pred
[
w
]
 
=
 
e
;

					
pq
.
insert
(
dist
[
w
]
,
 
w
);

				
}

			
}

		
}

	
}

}

```

Ниже приведён пример реализации на языке C++ при помощи Приоритетной очереди (priority_queue) с кратким объяснением. Сложность алгоритма {\displaystyle O(m\log n)}:
```
#include
<bits/stdc++.h>

using
 
namespace
 
std
;

typedef
 
long
 
long
 
ll
;

int
 
main
()
 
{

    
ll
 
inf
 
=
 
1000000000000000
;

    
int
 
n
,
 
m
,
 
a
,
 
b
;

    
ll
 
c
;

    
cin
 
>>
 
n
 
>>
 
m
;
 
// n - кол-во вершин; m - кол-во рёбер

    
vector
<
vector
<
pair
<
int
,
 
ll
>>>
 
country
(
n
);
 
// в country[v] хранится пара (u, c), это означает, что из v есть ребро в u веса c

    
while
 
(
m
--
)
 
{

        
cin
 
>>
 
a
 
>>
 
b
 
>>
 
c
;
 
// из вершины a идёт ребро в вершину b веса c

        
a
--
;
 
b
--
;

        
country
[
a
].
push_back
(
make_pair
(
b
,
 
c
));

    
}

    
vector
<
ll
>
 
dist
(
n
,
 
inf
);

    
dist
[
0
]
 
=
 
0
;

    
priority_queue
<
pair
<
ll
,
 
int
>>
 
q
;

    
q
.
push
(
make_pair
(
0
,
 
0
));

    
while
 
(
!
q
.
empty
())
 
{

        
ll
 
len
 
=
 
-
q
.
top
().
first
;
 
// берёт максимальный элемент очереди. Так как нам нужно минимальное расстояние, храним расстояния умноженные на (-1)

        
int
 
i
 
=
 
q
.
top
().
second
;

        
q
.
pop
();

        
if
 
(
len
 
>
 
dist
[
i
])
 
continue
;

        
for
 
(
auto
 
X
 
:
 
country
[
i
])
 
{

            
if
 
(
dist
[
X
.
first
]
 
>
 
dist
[
i
]
 
+
 
X
.
second
)
 
{

                
dist
[
X
.
first
]
 
=
 
dist
[
i
]
 
+
 
X
.
second
;

                
q
.
push
(
make_pair
(
-
dist
[
X
.
first
],
 
X
.
first
));

    	    
}

        
}

    
}

    
for
 
(
int
 
i
 
=
 
0
;
 
i
 
<
 
n
;
 
++
i
)
 
{

        
cout
 
<<
 
dist
[
i
]
 
<<
 
" "
;

    
}

}

```

### Псевдокод
Присвоим {\displaystyle d[a]\gets 0,\ p[a]\gets 0}
Для всех {\displaystyle u\in V} отличных от {\displaystyle a} присвоим {\displaystyle d[u]\gets \infty }.
Пока {\displaystyle \exists v\notin U}. Пусть {\displaystyle v\notin U} — вершина с минимальным {\displaystyle d[v]} занесём {\displaystyle v} в {\displaystyle U}
Для всех {\displaystyle u\notin U} таких, что {\displaystyle vu\in E}
Если {\displaystyle d[u]>d[v]+w[vu]} то
Изменим {\displaystyle d[u]\gets d[v]+w[vu]}
Изменим {\displaystyle p[u]\gets (p[v],u)}

### Описание
В простейшей реализации для хранения чисел d[i] можно использовать массив чисел, а для хранения принадлежности элемента множеству U — массив булевых переменных.
В начале алгоритма расстояние для начальной вершины полагается равным нулю, а все остальные расстояния заполняются большим положительным числом (бо́льшим максимального возможного пути в графе). Массив флагов заполняется нулями. Затем запускается основной цикл.
На каждом шаге цикла мы ищем вершину {\displaystyle v} с минимальным расстоянием и флагом равным нулю. Затем мы устанавливаем в ней флаг в 1 и проверяем все соседние с ней вершины {\displaystyle u}. Если в них (в {\displaystyle u}) расстояние больше, чем сумма расстояния до текущей вершины и длины ребра, то уменьшаем его.
Цикл завершается, когда флаги всех вершин становятся равны 1, либо когда у всех вершин c флагом 0 {\displaystyle d[i]=\infty }. Последний случай возможен тогда и только тогда, когда граф G несвязный.

### Доказательство корректности
Пусть {\displaystyle l(v)} — длина кратчайшего пути из вершины {\displaystyle a} в вершину {\displaystyle v}. Докажем по индукции, что в момент посещения любой вершины {\displaystyle z} выполняется равенство {\displaystyle d(z)=l(z)}.
База. Первой посещается вершина {\displaystyle a}. В этот момент {\displaystyle d(a)=l(a)=0}.
Шаг. Пусть мы выбрали для посещения вершину {\displaystyle z\neq a}. Докажем, что в этот момент {\displaystyle d(z)=l(z)}. Для начала отметим, что для любой вершины {\displaystyle v} всегда выполняется {\displaystyle d(v)\geq l(v)} (алгоритм не может найти путь короче, чем кратчайший из всех существующих). Пусть {\displaystyle P} — кратчайший путь из {\displaystyle a} в {\displaystyle z}. Вершина {\displaystyle z} находится на {\displaystyle P} и не посещена. Поэтому множество непосещённых вершин на {\displaystyle P} непусто. Пусть {\displaystyle y} — первая непосещённая вершина на {\displaystyle P}, {\displaystyle x} — предшествующая ей (следовательно, посещённая). Поскольку путь {\displaystyle P} кратчайший, его часть, ведущая из {\displaystyle a} через {\displaystyle x} в {\displaystyle y}, тоже кратчайшая, следовательно {\displaystyle l(y)=l(x)+w(xy)}.
По предположению индукции, в момент посещения вершины {\displaystyle x} выполнялось {\displaystyle d(x)=l(x)}, следовательно, вершина {\displaystyle y} тогда получила метку не больше чем {\displaystyle d(x)+w(xy)=l(x)+w(xy)=l(y)}. Следовательно, {\displaystyle d(y)=l(y)}. Если {\displaystyle z=y}, то индукционный переход доказан. Иначе, поскольку сейчас выбрана вершина {\displaystyle z}, а не {\displaystyle y}, метка {\displaystyle z} минимальна среди непосещённых, то есть {\displaystyle d(z)\leq d(y)=l(y)\leq l(z)}. Комбинируя это с {\displaystyle d(z)\geq l(z)}, имеем {\displaystyle d(z)=l(z)}, что и требовалось доказать.
Поскольку алгоритм заканчивает работу, когда все вершины посещены, в этот момент {\displaystyle d=l} для всех вершин.

### Сложность алгоритма
Сложность алгоритма Дейкстры зависит от способа нахождения вершины v, а также способа хранения множества непосещённых вершин и способа обновления меток. Обозначим через n количество вершин, а через m — количество рёбер в графе G.
- В простейшем случае, когда для поиска вершины с минимальным d[v] просматривается всё множество вершин, а для хранения величин d используется массив, время работы алгоритма есть {\displaystyle O(n^{2})}. Основной цикл выполняется порядка n раз, в каждом из них на нахождение минимума тратится порядка n операций. На циклы по соседям каждой посещаемой вершины тратится количество операций, пропорциональное количеству рёбер m (поскольку каждое ребро встречается в этих циклах ровно дважды и требует константное число операций). Таким образом, общее время работы алгоритма {\displaystyle O(n^{2}+m)}, но, так как {\displaystyle m\leq n(n-1)}, оно составляет {\displaystyle O(n^{2})}.

- Для разреженных графов (то есть таких, для которых m много меньше n²) непосещённые вершины можно хранить в двоичной куче, а в качестве ключа использовать значения d[i], тогда время удаления вершины из {\displaystyle {\overline {U}}} станет {\displaystyle \log n} при том, что время модификации {\displaystyle d[i]} возрастёт до {\displaystyle \log n}. Так как цикл выполняется порядка n раз, а количество смен меток не больше m, время работы такой реализации — {\displaystyle O(n\log n+m\log n)}.

- Если для хранения непосещённых вершин использовать фибоначчиеву кучу, для которой удаление происходит в среднем за {\displaystyle O(\log n)}, а уменьшение значения в среднем за {\displaystyle O(1)}, то время работы алгоритма составит {\displaystyle O(n\log n+m)}. Однако согласно лекциям Алексеева и Таланова[3]:

скрытые константы в асимптотических оценках трудоёмкости велики и использование фибоначчиевых куч редко оказывается целесообразным: обычные двоичные (d-ичные) кучи на практике эффективнее.

Альтернативами им служат толстые кучи, тонкие кучи и кучи Бродала, обладающие теми же асимптотическими оценками, но меньшими константами.